# Rajčinovićka Trnava
Rajčinovićka Trnava (em cirílico: Рајчиновићка Трнава) é uma vila da Sérvia localizada no município de Novi Pazar, pertencente ao distrito de Ráscia, na região de Ráscia e Sanjaco. A sua população era de 189 habitantes segundo o censo de 2011.

## Demografia
| 1948 | 1953 | 1961 | 1971 | 1981 | 1991 | 2002 | 2011 |
| ---- | ---- | ---- | ---- | ---- | ---- | ---- | ---- |
| 508  | 606  | 644  | 485  | 466  | 350  | 208  | 189  |